# ブリュッセル王立美術アカデミー

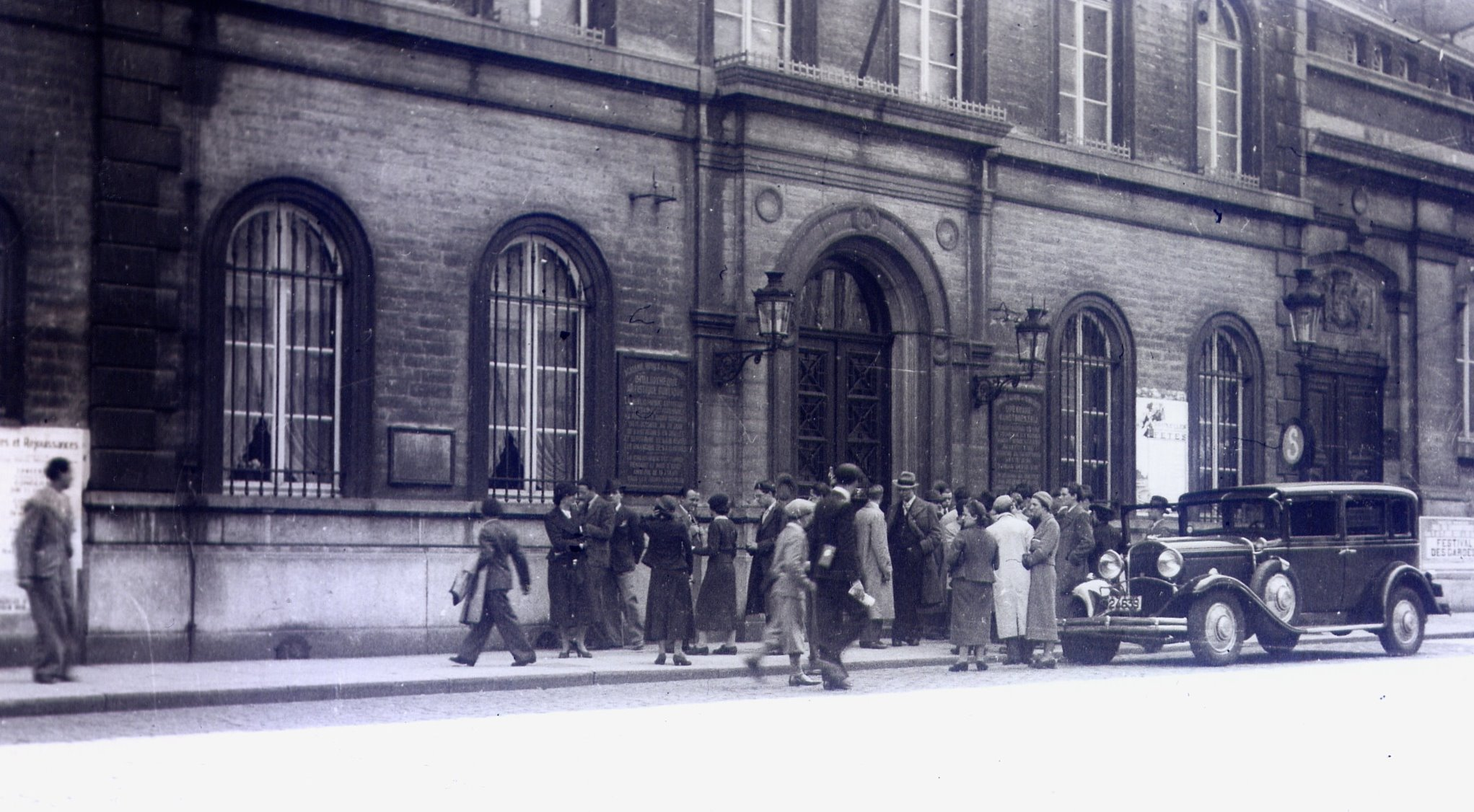
ブリュッセル王立美術アカデミー（1935年当時）。

ブリュッセル王立美術アカデミー（ブリュッセルおうりつびじゅつアカデミー、Académie royale des beaux-arts de Bruxelles、略称ARBA）は、ベルギー・ブリュッセルに1711年に設立された美術学校である。
ブリュッセル王立美術アカデミーで教え、あるいは学んだ中には、ベルギーで最も著名な画家、彫刻家、建築家らがいる。ジェームズ・アンソール（1860年 - 1949年）、ルネ・マグリット（1898年 - 1967年）、ポール・デルヴォー（1897年 - 1994年）などである。フィンセント・ファン・ゴッホ（1853年 - 1890年）も、1880年末に短期間ここで勉強した。スマーフの作者ペヨ（1928年 - 1992年）もここで学んでいる。
設立当初は市役所の一室を使っていたが、1876年に、ミディ通りにある、もとの女子修道院・孤児院を修築してそこに移った。以来、現在まで同所で運営されている。